# زمین‌لرزه ۱۹۱۳ چین
زمین‌لرزه چین  در تاریخ ۲۱ دسامبر ۱۹۱۳ میلادی، برابر با ‎۳۰ آذر ۱۲۹۲، ساعت ۱۵:۳۷:۴۸ به زمان یوتی‌سی در چین رخ داد. بزرگی آن ۷٫۲ در مقیاس Mw اعلام شده‌است. زمین‌لرزه به وقت محلی در روز یکشنبه، ساعت ۲۳ روی داده و منطقه زمانی آن یوتی‌سی +۸ بوده‌است .
سازمان زمین‌شناسی آمریکا نیز جای این زمین‌لرزه را در مختصات ۲۴°۰۹′شمالی ۱۰۲°۲۷′شرقی / ۲۴٫۱۵°شمالی ۱۰۲٫۴۵°شرقی و بزرگی آنرا برابر با ۷ در مقیاس ریشتر اعلام کرده‌است. ژرفای گزارش شده از سوی این سازمان ۱۰ کیلومتر می‌باشد.
شمار کشتگان زلزله حدود ۱۳۱۴ نفر بوده‌است.تعداد زخمیان ۱۵۳۰ نفر برآورده شده‌است.